# Shizuka Itō
Shizuka Itō (伊藤 静?, Itō Shizuka; Tokyo, 5 dicembre 1980) è una cantante e doppiatrice giapponese.
Conosciuta anche con il nome d'arte Hitoshizuku (ひとしずく?), la Itō lavora per la Ken Production.

## Lavori di doppiaggio

### TV anime
2003
- Kaleido Star (Maggie)
- GetBackers (High-school girl)
- BASToF Lemon (Tiel)
- Lunar Legend Tsukihime (Akiha Tohno)
- Texhnolyze (Ran)

2004
- Aqua Kids (Surea)
- Koi Kaze (Wakaba Anzai)
- Maria-sama ga Miteru (Rei Hasekura)
- Maria-sama ga Miteru ~Haru~ (Rei Hasekura)

2005
- Aa! Megami-sama! (Girl)
- Ichigo Mashimaro (Keiko Yano)
- Victorian Romance Emma (House Maid)
- Gakuen Alice (Tanuki)
- Glass Mask (Tokyo Movie version) (Norie Otobe)
- Canvas 2 ~Niji Iro no Sketch~ (Hikari Tamaru)
- Gokujō Seitokai (Miura)
- Konjiki no Gash Bell!! (Elizabeth, Chita)
- Starship Operators (Sinon Kouzuki)
- Zoids: Genesis (Kotona Elegance)
- Solty Rei (Silvia Ban)
- Tsubasa Chronicle (Chun'yan)
- To Heart 2 (Tamaki Kousaka)
- Mahō Sensei Negima! (Misa Kakizaki)
- Mahoraba ~Heartful Days~ (Club President)
- Ghost in the Shell: S.A.C. 2nd GIG (警官)

2006
- Animal Yokocho (Ako-sensei; Yayoi-kun)
- Witchblade (Shiori Tsuzuki)
- Glass Fleet (Sillua Moe Silvernail; Bride (ep 1); Zola (John-Fall's subordinate))
- Tsubasa Chronicle (Chun Hyang)
- Tonagura! (Miu Serizawa)
- Jigoku Shōjo (Noriko Hayashi)
- Shakugan no Shana (Wilhelmina Carmel)
- .hack//Roots (Saburo)
- Pretty Cure Splash☆Star (Capitano Izumida, Okai-sensei)
- MÄR (Lillis)
- xxxHOLiC (Himawari Kunogi)
- Negima!? (Misa Kakizaki)
- Pumpkin Scissors (Alice L. Malvin)
- D.Gray-man (Lenalee Lee)
- Yoake Mae Yori Ruri Iro Na ~ Crescent Love ~ (Wreathlit Noel/Fiacca)
- Asatte no hōkō. (Shouko Nogami)
- Happiness! (Saya Kamijo)

2007
- El Cazador de la Bruja (Nadie)
- Kaze no Stigma (Nanase Kudō)
- Getsumen Toheiki Mina (Suiren Koushū)
- Sfondamento dei cieli Gurren Lagann (Boota, Darry Adai)
- Nagasarete Airantō (Chikage)
- Hayate no Gotoku (Hinagiku Katsura)
- Mahō Shōjo Lyrical Nanoha StrikerS (Shario Finīno)
- Sky Girls TV (Eika Ichijo)

2010
- Katanagatari (Zanki Kiguchi)
- HeartCatch Pretty Cure! (Momoka Kurumi)

2012
- High School DxD (Akeno Himejima)

2013
- Fairy Tail (Flare Corona)
- High School DxD New (Akeno Himejima)
- Fate/kaleid liner Prisma Illya (Luviagelita Edelfelt)

2014
- Sailor Moon Crystal (Minako Aino/Sailor Venus)
- Fate/kaleid liner Prisma Illya 2wei Herz! (Luviagelita Edelfelt)
- Fate/stay night: Unlimited Blade Works (Luviagelita Edelfelt)

2015
- High School DxD BorN (Akeno Himejima)
- Assassination Classroom (Irina Jelavić)

2016
- Koro Sensei Quest (Irina Jelavić)

2018
- High School DxD HERO (Akeno Himejima)
- Laid-Back Camp (Minami Toba)
- Release the Spyce (Kurara Tendō)

2019
- Lord El-Melloi II-sei no jikenbo (Luviagelita Edelfelt)

2020
- Majutsu-shi Orphen (Letitia)
- Plunderer (Nana)
- Healin' Good Pretty Cure (Shindoine)

2024
- Suicide Squad Isekai (Incantatrice)

### OVA
- I"s Pure (Iori Yoshizuki)
- Tenkuu Danzai Skelter+Heaven (Midori Matsumura)
- Sky Girls OVA (Eika Ichijo)
- Top wo Nerae 2! (Pacica Peska Pelcicum)
- Maria-sama ga Miteru (Rei Hasekura)

### Anime film
- xxxHolic: Sogno di una notte di mezza estate (Himawari Kunogi)
- HeartCatch Pretty Cure! - Un lupo mannaro a Parigi (Momoka Kurumi)
- Jujutsu Kaisen 0 (Manami Suda)
- Sailor Moon Eternal(Minako Aino/Sailor Venus)
- Sailor Moon Cosmos(Minako Aino/ Sailor Venus)

### Videogiochi
- Gadget Trial (Nei)
- Jokyō Kaishi! (Keiko Yada)
- Samurai Spirits Rei Special (Mizuki Rashojin)
- To Heart 2 (Tamaki Kousaka)
- Mabino Kakeru Star (Hinano Katase)
- Suikoden IV (Mizuki)
- Mahō Sensei Negima! 1-Jikanme -Okochama Sensei wa Mahō Tsukai (Misa Kakizaki)
- Mahō Sensei Negima! 2-Jikanme Tatakau Otome-tachi! Mahora Dai Undoukai SP! (Misa Kakizaki)
- Tenkuu Danzai Skelter+Heaven (Midori Matsumura)
- Duel Savior Destiny (Kaede Hiiragi)
- Zoids Infinity EX NEO (Kotona Elegance)
- Dokapon The World
- EVE～new generation～ (Efi)
- Gunparade Orchestra Midori no Shou ~ Ookami to Kare no Shounen ~ (牧原輝春)
- Yoake Mae Yori Ruri Iro Na ～Brighter than dawning blue～ (Wreathlit Noel)
- WILD ARMS the Vth Vanguard (Avril van Frulu)
- Muv-Luv Alternative (Touko Kazama)
- Suikoden IV (Mitsuba, Mizuki)
- Mega Man ZX (Pandora, Carrelet)
- Wild Arms 5 (Avril Vent Fleur)
- Routes (Lisa Vixen)
- League of Legends (Luxanna Crownguard)
- Luminous Arc (Vanessa)
- Mega Man ZX Advent (Pandora, Carrelet)
- Otomedius (Esmeralda, Melona)
- Zack & Wiki: Il tesoro del pirata Barbaros (Capitan Rose)
- Fate/unlimited codes (Luviagelita Edelfelt)
- Trauma Team (Tomoe Tachibana)
- Metroid: Other M (Melissa Bergman)
- AquaPazza: AquaPlus Dream Match (Tamaki Kousaka)
- Let's Fish! Hooked On (Kano Makise)
- Super Robot Wars Z2: Rebirth Chapter (Darry Adai)
- Code of Princess (Sister Helga Wilhelmina)
- Etrian Odyssey Untold: The Millennium Girl (Raquna Sheldon)
- Drakengard 3 (Five)
- Granblue Fantasy (Sutera)
- Dengeki Bunko: Fighting Climax (Wilhelmina Carmel)
- Yaiba: Ninja Gaiden Z (Miss Monday)
- Super Robot Wars Z3: Hell Chapter (Darry Adai)
- Fate/hollow ataraxia (Luviagelita Edelfelt)
- Bloodborne (Vicario Amelia)
- Super Robot Wars Z3: Heaven Chapter (Darry Adai)
- Nitroplus Blasterz: Heroines Infinite Duel (Ignis)
- Fate/Grand Order (Ruler/Astraea)
- Dengeki Bunko: Fighting Climax Ignition (Frolaytia Capistrano)
- Overwatch (Widowmaker)
- Fire Emblem Heroes (Rickard, Byleth (femmina))
- Nioh (Tachibana Ginchiyo)
- Super Robot Wars V (Melda Dietz)

- Azur Lane (RN Littorio)
- Dragon Quest Rivals (Estelle)
- Shinobi Master Senran Kagura: New Link (Akeno Himejima)
- Xenoblade Chronicles 2 (Brighid)
- Super Robot Wars X (Darry Adai)
- The King of Fighters: All Star (Billy Kane (femmina), Elisabeth Blanctorche)
- SaGa: Scarlet Grace – Ambitions (Elysed)
- World End Syndrome (Yukino Otonashi)
- Xenoblade Chronicles 2: Torna - The Golden Country (Brighid)
- Dragalia Lost (Akasha)
- Super Smash Bros. Ultimate (Byleth (femmina))
- Sekiro: Shadows Die Twice (Emma)
- Arknights (Schwarz)
- Fire Emblem: Three Houses (Byleth (femmina))
- Blue Archive (Shun Sunohara)
- BlazBlue Alternative: Dark War (Meifang Lapislazuli)
- Monster Hunter Rise (Minoto)
- Bravely Default: Brilliant Lights (Sandra Cassandra)
- The King of Fighters XV (Elisabeth Blanctorche)
- Fire Emblem Warriors: Three Hopes (Byleth (femmina))
- Witch on the Holy Night (Ritsuka Suse)
- Master Detective Archives: Rain Code (Martina Electro)
- Honkai: Star Rail (Kafka)
- Ninja Must Die (Itsuru)
- Eternights (Sia)
- Dragon Quest X: Rise of the Five Tribes Offline (Estelle)
- Rise of the Ronin (Ryo Narasaki)
- Shin Megami Tensei V: Vengeance (Naamah)
- The Legend of Zelda: Echoes of Wisdom (voci addizionali)
- Silent Hill 2 (Remake) (Mary Shepherd-Sunderland, Maria)
- Raidou Remastered: The Mystery of the Soulless Army (Proprietaria del Ryugu)

### Radio
- To Heart 2 (Tamaki Kousaka)